# Costa di Danco

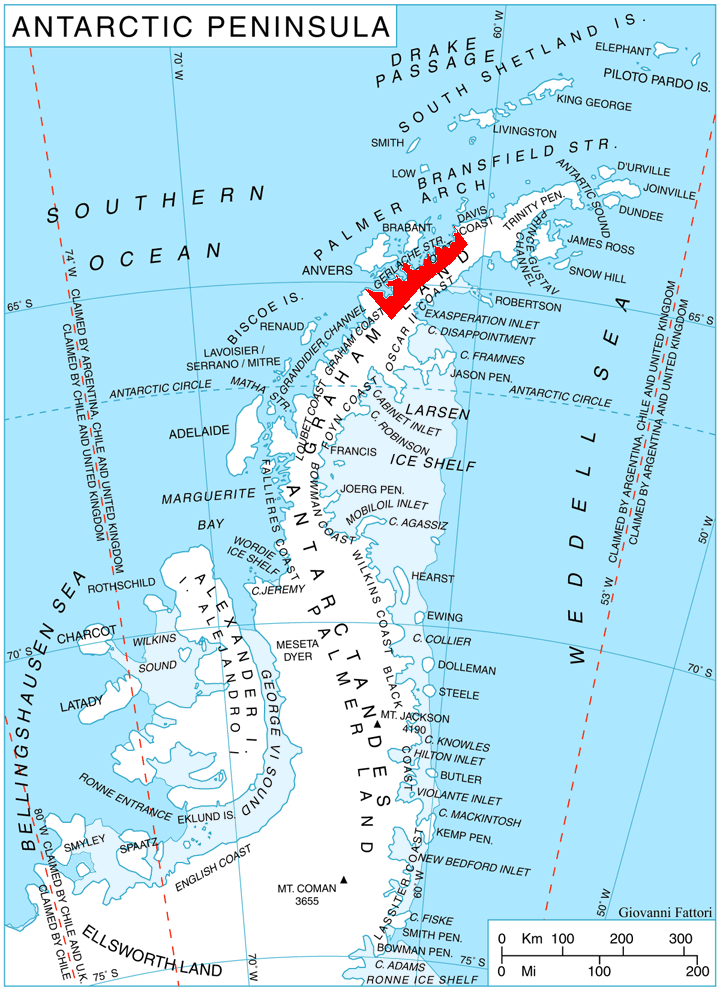
La costa di Danco nella penisola Antartica.

La costa di Danco (centrata alle coordinate 64°42′S 62°00′W) è una porzione della costa della Terra di Graham, in Antartide. In particolare, la costa di Danco si estende nella parte occidentale della penisola Antartica tra capo Sterneck, a nordest, e capo Renard, a sudovest, confinando quindi a nordest con la costa di Davis e a sudovest con la costa di Graham.

## Storia
La costa di Danco fu esplorata per la prima volta nei mesi di gennaio e febbraio 1898 durante la spedizione belga in Antartide comandata da Adrien de Gerlache, che la battezzò con il suo nome attuale in onore del tenente Emile Danco, che perse la vita proprio durante quella spedizione.

## Geologia
Il blocco tettonico della costa di Danco include il gruppo della penisola Trinity risalente al Permiano superiore-Triassico, consistente in oltre 1000 m di metatorbiditi piegatesi durante l'orogenesi gondwaniana. A tale gruppo si sovrappone il cosiddetto "Gruppo Vulcanico della Penisola Antartica", risalente al Cretacico inferiore, che comprende fino a 2000 m di lave, tufi e agglomerati basaltici e andesitici, che si sono piegati e fagliati durante il Cenozoico. Questi due gruppi hanno poi subito intrusioni da parte di magmi che si sono poi trasformati in graniti e gabbri di epoca berriasiana-cenomaniana appartententi al cosiddetto "Gruppo Intrusivio Andino", un sistema intrusivo di dicchi ipoabissali venutosi a formare nel corso del tardo Cretacico o del Cenozoico.